# Nostalghia (película)
Nostalghia

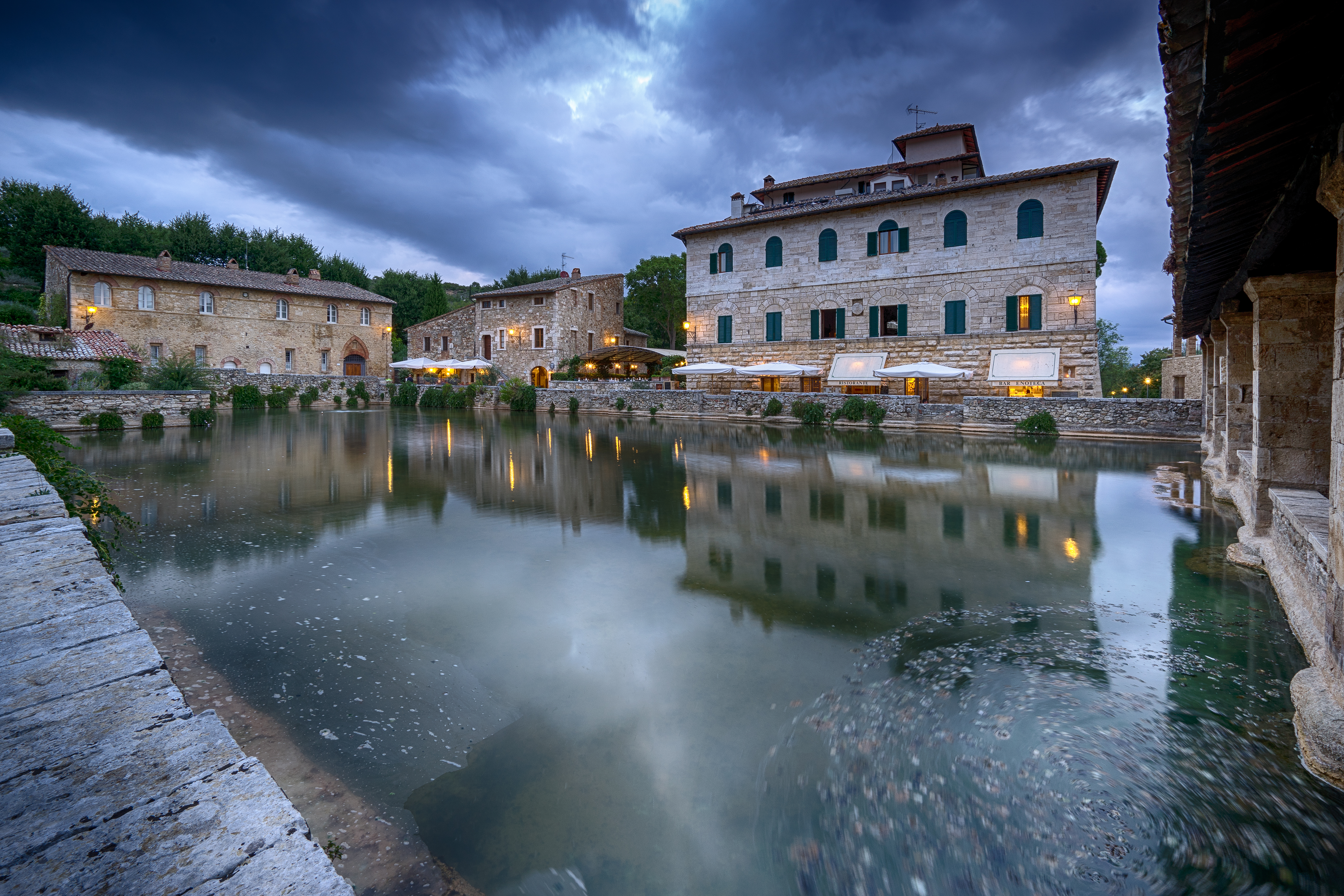
Termas de Bagno Vignoni en San Quirico d'Orcia, Toscana.

 (España: Nostalgia) es una película soviético-italiana de 1983 dirigida por Andréi Tarkovski, protagonizada por Oleg Yankovski, Domiziana Giordano y Erland Josephson, con la participación de Laure Marchi y Delia Boccardo. El guion es original de Andréi Tarkovski y Tonino Guerra. 

## Argumento
Nostalghia es una de las películas más "personales" de Andréi Tarkovski, ya que es el primer film hecho por el artista fuera de la Unión Soviética. Aquí se evidencian las peripecias y angustias del director, quien tuvo que abandonar su país a causa de la persecución y maltrato a su obra por parte de las autoridades. Tarkovski termina por vivir sólo de los recuerdos de su patria.
Un poeta ruso, Andréi Gorchakov, decide viajar a Italia para acercarse y descubrir detalles de la vida de un compositor ruso del siglo XVIII, quien, después de su regreso a Rusia, se suicida. Andréi viaja en compañía de una traductora; ambos se hospedan en un hotel de Bagno Vignoni (Toscana), donde conocen un loco llamado Domenico, un ermitaño, una especie de santo y profeta, que le pedirá un simple gesto de fe.-
Este film es conocido como la obra maestra de Tarkovski. La película inicia con un plano general donde se observan tres mujeres, un caballo y un perro. Al fondo una casa. Todo lo anterior en tonos sepia y con una neblina que cubre parte del plano, la cámara permanece casi inmóvil formando un cuadro que transmite sentimientos de tristeza y melancolía que permiten percibir el tono anímico de la película.
Luego de abrir el plano, se oyen unos pocos segundos de una canción popular rusa, llamada Kúmushki, pero el sonido se funde con el Réquiem de Giuseppe Verdi. La secuencia de la Italia gris que nos muestra el autor, se complementa con la llegada de un automóvil con los dos protagonistas. La escena se congela hasta que desvanece a negro.
Después de un largo viaje acompañado por su intérprete Eugenia, Andréi decide quedarse en el auto, en lugar de ir a ver el fresco de la Madonna del Parto de Piero della Francesca que se conserva en un convento. Este fresco, tiempo atrás conmovió al autor de la película, por esto Tarkovski quiso plasmarlo en la admiración de los personajes por el arte.
En la trama, Eugenia trata de seducir al poeta ruso, sin embargo, no lo logra y la atención es capturada por Domenico que llaman “el loco del pueblo”. Domenico mantuvo recluida a su familia durante siete años con el propósito de protegerlos de un cataclismo universal. Este “loco” le hace un encargo al poeta, atravesar una piscina vacía con una vela encendida. La duración es de nueve minutos donde Tarkovski, va siguiendo al poeta en sus tres intentos de llevar una llama encendida sin que se apague, de un lado a otro de la piscina. Todo esto sufriendo un dolor terminal que está a punto de acabar con él.
En la obra, Tarkovski emplea un código para diferenciar la realidad de los recuerdos y la nostalgia de la familia, olores y sentimientos que dejó en Rusia. Para ello emplea para los sueños un tono sepia o blanco y negro, evocando la nostalgia de lo que vivió y quisiera recuperar. Para las escenas de lo real utiliza el color que ayuda a diferenciar el pasado.

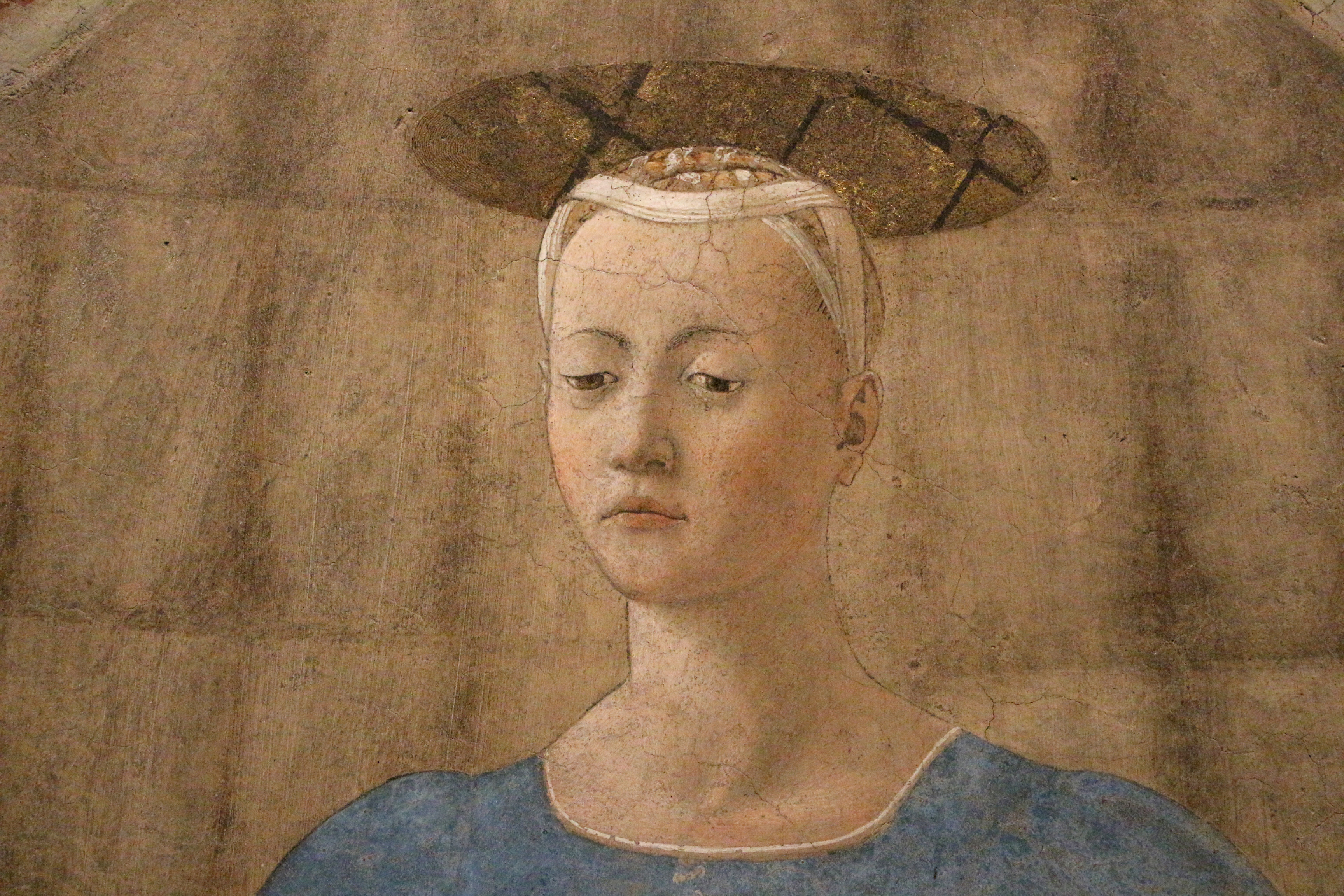
Piero della Francesca. Virgen del parto, ca. 1455 (detalle).

## Actores protagónicos
- Oleg Yankovski como Andréi Gorchakov.
- Erland Josephson como Domenico.
- Domiziana Giordano como Eugenia.
- Delia Boccardo como Zoe.

## Premios
La película ganó el Premio del Jurado Ecuménico, el premio al mejor director y el premio FIPRESCI en el Festival de Cine de Cannes de 1983. Tarkovski también compartió un premio especial llamado Grand Prix du cinéma de creación con Robert Bresson. Autoridades soviéticas impidieron que la película ganara la Palma de Oro. Este hecho llevó a Tarkovski a tomar la decisión de no volver a trabajar en la Unión Soviética de nuevo.